# David Falealili
David Falealili (né le 3 février 1982 à Wellington) est un athlète néo-zélandais (d'origine samoane), spécialiste du sprint, devenu rugbyman à sept (club de North Harbour).
En 2005, après avoir battu en 38 s 99, le record national de Nouvelle-Zélande du relais 4 × 100 m à Sydney, il participe aux Jeux du Commonwealth à Melbourne en 2006. L'équipe néo-zélandaise se qualifie pour la finale en terminant première de sa série en 39 s 04 (alors qu'elle courait dans le premier couloir jugé le plus défavorable). Mais, en finale, les Néo-Zélandais ne terminent pas leur relais en faisant tomber le témoin lors du dernier relais.
Il a été demi-finaliste à Bydgoszcz en 1999, à la fois sur 100 et sur 200 m et a participé aux Championnats du monde juniors à Santiago du Chili en 2000. Il avait été médaille d'argent, sur 100 et 200 m, lors des Championnats d'Océanie juniors en 1998 à Nuku'alofa. Il remporte la finale du 200 m lors des Championnats d'Australie juniors, à Sydney, en février 2000.